# Акула шовкова
Акула шовкова (Carcharhinus falciformis) — акула з роду сіра акула родини сірі акули. Інші назви «флоридська акула», «широкорота акула».

## Опис
Загальна довжина досягає 2-3,5 м та максимальної ваги у 346 кг. Спостерігається статевий диморфізм: самиці більші за самців. Голова довга, округла. Тулуб довгий, обтічний. Очі середнього розміру з мигательною мембраною. На верхній щелепі є 14-16 рядків зубів та на нижній щелепі — 13-17 рядків зубів. Верхні зуби зазубрені та мають трикутну форму. Нижні зуби вузькі, прямостоячі. Зябрових щілин — 5, вони помірного розміру. У неї два спинних плавця. Перший спинний плавець знаходяться відразу після грудного. Задній спинний плавець менше за анальний плавець. Грудні плавці доволі великі, проте вузькі. Хвостовий плавець досить високий з добре розвиненою нижньою частиною. Має м'яку плакоїдну луску. Внаслідок цього акула отримала свою назву. Забарвлення коричнево-сіре, або навіть чорне.

## Спосіб життя
Мешкає як в океані, так і поблизу від узбережжя. Переважно плаває у верхніх шарах, на глибині близько 10 м, може опускатися нижче — до 500 м. Дорослі акули здатні робити значні міграції. Полюбляє нагріті сонцем теплі шари води. Живиться різними видами тунцових, кефалю, кальмарами.
Це живородна риба. У виводку може бути від 2 до 16 дитинчат, зазвичай — 6-12. Акуленята народжуються досить великими (70-80 см) і абсолютно сформованими. Спочатку живуть на мілині, але вже через декілька місяців можуть вирушати у відкрите море.
Тривалість життя сягає 20 років.
Має досить смачне м'ясо. Крім плавників і м'яса, використовується також жир з її печінки і шкіра.

## Взаємодія з людиною
Враховуючи великий розмір і форму зубів, Шовкові акули рахуються потенційно небезпечними для людини. Тим не менше вони рідко вступають в контакт, тому що надають перевагу відкритому океану. Природна цікавість і сміливість дозволяє їм підпливати до дайверів на близьку відстань, а присутність їжі може привести їх у збуджений стан і спровокувати агресію. Шовкові акули на рифах поводяться агресивніше ніж у відкритій воді. Відомі випадки коли окремі акули переслідували дайверів, яким доводилось поспіхом тікати з води. По стану на березень 2009 року в списку International Shark Attack File перераховані 6 нападів, три з них неспровоковані, жоден не був летальним. Також у 2015 була зафіксована неспровокована атака на Канарських островах.

## Розповсюдження
Зустрічається в тропічних і субтропічних регіонах. Мешкають на заході Атлантичного океану: від штату Массачусетс в США до Бразилії. Не водяться вони лише на Карибах і в Мексиканській затоці. На сході Атлантики: від узбережжя Іспанії до північної Анголи. В Індійському океані трапляється від Мадагаскару до Шрі-Ланки, а також у Червоному морі. У Тихому океані: від Таїланду та Філіппін до Австралії й Нової Каледонії.